# Petite Suite (Roussel)
Pour les articles homonymes, voir Petite Suite.
La Petite Suite pour orchestre, op. 39, est une suite orchestrale d'Albert Roussel. Composée en 1929, elle fut créée le 6 février 1930 par l'Orchestre des concerts Straram dirigé par Walther Straram.

## Présentation
La Petite Suite est composée entre janvier et juin 1929. À l'image du Concert pour petit orchestre, l’œuvre est créée aux Concerts Straram, le 6 février 1930 dans son intégralité, au théâtre des Champs-Élysées, avec Walther Straram à la tête de son orchestre. Auparavant, les premier et dernier mouvements avaient déjà été donnés, le 11 avril 1929 par les mêmes interprètes lors d'un festival Roussel. 

## Analyse
La Petite Suite pour orchestre est composée de trois mouvements :
1. Aubade (Allegretto comodo) ; mouvement dédié à Mme Henry Le Bœuf[3], « alliant le grotesque d'un déhanchement en 
 et la distinction de chants d'oiseaux saluant le jour[4] ».
2. Pastorale (Andante) ; mouvement daté Vasterival, juin 1929, et dédié à Mme Kristoffer Nyrop[3], qui met en valeur le hautbois en « évoquant les fêtes galantes de l'époque rococo[4] ».
3. Mascarade (Allegro con spirito) ; mouvement daté Paris, 30 janvier 1929, et dédié à Mme Jules Destrée[3], très coloré, du fait notamment de son « importante section de percussions parodiant la gouaille des fêtes foraines[4] ».

L'instrumentation de la pièce comprend deux flûtes (dont une jouant piccolo), deux hautbois, deux clarinettes, deux bassons, deux cors en fa, deux trompettes en ut, timbales, triangle, grosse caisse, cymbales, tambour de basque, tambour, castagnettes, et cordes.
L'exécution de l'œuvre dure en moyenne onze minutes.
Le Concert porte le numéro d'opus 39 et, dans le catalogue des œuvres du compositeur établi par la musicologue Nicole Labelle, le numéro L 50.

## Discographie
- Albert Roussel Edition, CD 6, par l'Orchestre national de l'O.R.T.F., Jean Martinon (dir.), Erato 0190295489168, 2019[7].
- avec la Symphonie no 4, par l'Orchestre national royal d'Écosse, Stéphane Denève (dir.), Naxos 8.572135, 2010[8].